# Harbour-Gletscher (Viktorialand)
Der Harbour-Gletscher ist ein Gletscher an der Scott-Küste des ostantarktischen Viktorialands. Er fließt vom Wilson-Piedmont-Gletscher in nördlicher Richtung und mündet östlich der Couloir Cliffs in Form einer Gletscherzunge in den Granite Harbour.
Das Advisory Committee on Antarctic Names benannte ihn 2005 in Anlehnung an die Benennung seiner Gletscherzunge, deren Benennung als Harbour Ice Tongue durch Teilnehmer der Terra-Nova-Expedition (1910–1913) unter der Leitung des britischen Polarforschers Robert Falcon Scott erfolgte und ihrerseits dem Mündungsgebiet des Granite Harbour Rechnung trägt.